# 215e régiment d'artillerie
Le 215e régiment d'artillerie (215e RA) est une unité de l'armée française.

## Création et différentes dénominations
- 1914-1917 : Artillerie divisionnaire/51e division de réserve (AD/51)[1]
- 1917-1919 : 215e régiment d'artillerie de campagne (215e RAC)[2]
- 1939-1940 : 215e régiment d'artillerie lourde divisionnaire (215e RALD)

## Historique des garnisons, combats et batailles du215eRégiment d'artillerie

### Première Guerre mondiale
L'artillerie divisionnaire de la 51e division de réserve (AD/51) est formée à la mobilisation par un groupe de 75 du 15e régiment d'artillerie de campagne, un groupe de 75 du 27e régiment d'artillerie de campagne et un groupe de 75 du 41e régiment d'artillerie de campagne.
L'AD/51 participe aux batailles suivantes :
- Mobilisation : Belgique, bataille de Vervins, première bataille de la Marne[réf. nécessaire].

- Secteur de Reims, Hébuterne, deuxième bataille de Champagne.

- Verdun.

- Secteur d'Alsace, bataille de la Somme.

Créé le 1er avril 1917 par regroupement des trois groupes de l'AD/51, le 215e régiment d'artillerie de campagne participe aux batailles suivantes :
- Secteur de Champagne, bataille de l'Aisne.

- Les Flandres.

### Entre-deux-guerres
Dès la fin de la guerre, l'effectif du régiment est réduit de trois à un seul groupe, qui rejoint rejoint le 15e régiment d'artillerie, seuls les soldats les plus jeunes restant sous l'uniforme. Le 215e RAC est formellement dissout le 1er août 1919.

### Seconde Guerre mondiale
Formé par dédoublement du 15e régiment d'artillerie, le 215e régiment d'artillerie lourde divisionnaire participe à la bataille de France au sein de la 1re division d'infanterie motorisée. Il est équipé de canons de 105 et de 155 mm[Lesquels ?].

## Décorations
Le 22 avril 1919, le 215e RAC reçoit le port de la fourragère aux couleurs du ruban de la Croix de guerre 1914-1918, par l'ordre général no 150F signé par le maréchal Pétain.

## Liste des commandants

### AD/51
- 2 août 1914-25 septembre 1915 : colonel Aillaud[6]
- 26 septembre 1915-25 février 1916 : colonel Dutilleul[6]
- 25 février 1916-1er avril 1917 : colonel de Tristan[6]

### 215eRAC
- 1er avril 1917-30 juin 1917 : lieutenant-colonel Wahl[6]
- 1er juillet 1917-31 janvier 1918 : lieutenant-colonel Véron[6]
- 24 février 1918-19 juillet 1918 : lieutenant-colonel Trimaille[6]
- 21 juillet 1918-1er août 1919 : lieutenant-colonel Roche[6]

### 215eRALD
- 1940 : lieutenant-colonel Bucourt[5]

## Sources et bibliographie
- Historique du 215e régiment d'artillerie de campagne pendant la guerre 1914-1918, Paris, Berger-Levrault, 42 p., lire en ligne sur Gallica.